# مگس‌گیر جنگلی پشت‌حنایی
مگس‌گیر جنگلی پشت‌حنایی (نام علمی: Cyornis oscillans) نام یک گونه از سرده مگس‌گیرهای آبی است.